# Karl Knutssons räfst
Karl Knutssons räfst var ett försök till reduktion som genomfördes i Sverige under 1400-talet.
På uppdrag av Karl Knutsson höll hans hovmästare Erik Eriksson och hans kansler Nikolaus Ryting under vintern 1453–1454 räfsteting i ett flertal mellansvenska landskap. Därvid förekom bland annat dels krav på frälsejords återgång till skatte, dels yrkanden av fogdar, menigheter eller enskilda att få från kyrkor och kloster återbörda eller igenlösa fastigheter. Något större resultat av dessa krav och yrkanden är inte känt; endast i undantagsfall kan de betraktas som besläktade med en reduktion. Konungens fiende, ärkebiskop Jöns Bengtsson, tog sig emellertid av räfsten anledning att, med bistånd av flera domkapitel, tillställa en stor demonstration mot, att världsliga domare ingrep mot kyrkan och hennes friheter, och gav härmed åt räfsten en namnkunnighet, som den inte var värd, men som sedan föranledde dess åberopande i Västerås riksdags beslut 1527.